# Gare de Sainte-Menehould
Gare de Sainte-Menehould vasútállomás Franciaországban, Sainte-Menehould településen.

## Vasútvonalak
Az állomást az alábbi vasútvonalak érintik:
- Saint-Hilaire-au-Temple-Hagondange-vasútvonal

## Kapcsolódó állomások
A vasútállomáshoz az alábbi állomások vannak a legközelebb: